# مرزهم
مرزهم (به انگلیسی: Mersham) یک روستا و محله مدنی در بریتانیا است که در Ashford واقع شده‌است. مرزهم ۱۳٫۸۵ کیلومتر مربع مساحت و ۱٬۱۲۴ نفر جمعیت دارد.